# 艾伊納海納 (夏威夷州)
艾伊納海納（英語：Aina Haina）是位於美國夏威夷州檀香山縣的一個非建制地區。該地的面積和人口皆未知。

## 地理
艾伊納海納的座標為21°16′55″N 157°45′09″W / 21.28194°N 157.75250°W，而該地的平均海拔高度為2米（即7英尺）。